# أبرغان (مرند)
أبرغان هي قرية في مقاطعة مرند، إيران. عدد سكان هذه القرية هو 2,184 في سنة 2006.